# Deutz F2L 514/50
Der Deutz F2L 514/50 ist ein Schlepper, den Klöckner-Humboldt-Deutz von 1950 bis 1953 herstellte. Er wurde völlig neu entwickelt und hinsichtlich der Leistung ordnete er sich zwischen dem F1L 514/50 (15 PS) und dem F2M 417 (35 PS) ein. Er war für mittelgroße bis große Betriebe konzipiert und sollte dort als Universalschlepper einsetzbar sein. Bereits ein Jahr später brachte der Hersteller den überarbeiteten Nachfolger F2L 514/51 auf den Markt. In der Typenbezeichnung werden die wesentlichen Motorkenndaten angegeben: Fahrzeugmotor mit 2-Zylindern und Lüftkühlung der Baureihe 5 mit einem Kolbenhub von 14 cm. Hinter dem Schrägstrich wird die eigentliche Modellnummer angegeben.
Ausgestattet ist der in rahmenloser Blockbauweise konstruierte Schlepper mit einem luftgekühlten Zweizylinder-Dieselmotor, der 28 PS (20,6 kW) leistet und den Schlepper auf bis zu 20 km/h beschleunigt. KHD verwendete mit dem A-15-Getriebe der Zahnradfabrik Friedrichshafen erstmals ein Fremdgetriebe. Es besitzt fünf Vorwärtsgänge und einen Rückwärtsgang. 1951 wurde die Motorleistung auf 30 PS erhöht.